# Муттин
Мутти́н, или Митто́н (лат. Muttines, др.-греч. Μουτίνας, у Полибия — др.-греч. Μυττόναζ) — карфагенский полководец Второй Пунической войны, впоследствии перешедший на сторону римлян.
По происхождению ливофиникиец из Гиппакры. Тит Ливий характеризует его как человека деятельного и хорошо изучившего под руководством Ганнибала военное дело. Был послан Ганнибалом на Сицилию на замену одного из карфагенских вождей на этом театре военных действий — Гиппократа, умершего во время эпидемии чумы. Муттин присоединился к Эпикиду и Ганнону под Агригентом в конце 212 года до н. э. и был поставлен во главе нумидийской конницы, совершая с ней рейды почти по всему острову. В результате его успешных действий Эпикид и Ганнон смогли вывести войска за городские стены Агригента, став лагерем у реки Гимеры. Римский полководец Марк Клавдий Марцелл выдвинулся навстречу противнику и остановился в четырёх милях от него, выжидая. Здесь его передовые посты были атакованы и опрокинуты перешедшими реку силами Муттина. На следующий день произошло «почти правильное сражение», в ходе которого Муттину удалось загнать врага в укрепления.
Однако его успех был сведён на нет действиями двух других карфагенских полководцев. В лагере Муттина взбунтовались нумидийцы, и почти триста человек ушло в Гераклею Минойскую. Муттин был вынужден отправиться следом успокаивать и возвращать их. В его отсутствие карфагеняне ввязались в сражение (согласно Ливию — по причине зависти Ганнона к успехам ливофиникийца)  без поддержки нумидийской конницы, отказавшейся сражаться без своего командира, и были разгромлены. Когда преемник Марцелла Марк Валерий Левин осадил Агригент, Муттин продолжал действовать во главе полевой армии, поддерживая связь с осаждёнными. Однако Ганнон, по словам Ливия испытывая неприязнь к Муттину, сместил его с должности и назначил на его место своего сына, «рассчитывая, что, лишённый власти, Муттин лишится и влияния на нумидийцев». Произошло же прямо противоположное: Муттин убедил своих воинов перейти на сторону врага. Тайно отправив к римлянам послов, он договорился с ними о сдаче Агригента, что и было сделано; Ганнон и Эпикид бежали в Африку.
Муттин «и люди, сослужившие службу народу римскому», были представлены сенату, им оказали почести. Муттин по предложению народных трибунов был наделён римским гражданством. После победы римлян на Сицилии он со своей конницей сопровождал Левина при инспекционных поездках по острову. Высказывается предположение, что этот Муттин и «нумидиец Муттин», упоминаемый Титом Ливием как командир римского авангарда во время Антиоховой войны (около 190 года до н. э.), — одно и то же лицо.